# Sho Kitano
Sho Kitano (født 20. november 1984) er en tidligere japansk fodboldspiller.
Han har spillet for flere forskellige klubber i sin karriere, herunder Yokohama F. Marinos og Vissel Kobe.